# Livestream
Cet article concerne une plateforme particulière de streaming. Pour le concept de live streaming, voir diffusion en direct sur Internet.
Livestream, anciennement Mogulus, est une plate-forme de diffusion en direct sur Internet de vidéos filmées par webcam. Elle offre des services gratuits sponsorisés et en premium. En septembre 2009, la plateforme lance des pages de diffusion en streaming d'événements comme des concerts de Kina Grannis, Pixie Lott, Eric Gales, David Gray, et Foo Fighters. Ces pages intègrent des conversations en live, et les réseaux sociaux Facebook et Twitter.

## Histoire
Mogulus a été créé en 2007 par Max Haot, Dayananda Nanjundappa, Phil Worthington et Mark Kornfilt et possède des bureaux à New York, Los Angeles et Bangalore. Ainsi est né le service gratuit, suivi du service « Pro » payant qui est arrivé en avril 2008. En juillet 2008, Gannett investit $10 millions pour Mogulus. En mai 2009, Mogulus est devenu Livestream et peu de temps après, Livestream Pro est devenu Livestream Premium en 2016.

## Services
Pour les visionneurs, elle propose des chaînes classées par catégories très explicites :
- News, pour les chaînes d'information, parfois en continu
- Entertainment, pour les chaînes de divertissement ou majoritairement de divertissement
- Music, pour les chaînes musicales
- Sports, pour les chaînes sportives ou d'info sportives
- Games, pour les chaînes axées sur les jeux vidéo

Il existe aussi une catégorie nommée xFire Games où seul XFire, partenaire de Livestream, propose différents canaux, tous complémentaires les uns des autres bien entendu. Il a également existé une catégorie spéciale élections américaines dont les chaînes ont provoqué un surplus de bande passante en raison du très grand nombre de spectateurs connectés en même temps, tous canaux confondus.

## Diffusion
Livestream utilise la technologie Flash pour son lecteur, mais aussi pour son interface de diffusion utilisée par les propriétaires de chaînes. Depuis le 2 décembre 2009, Livestream permet à tous ses utilisateurs de proposer une diffusion 16:9 au lieu du 4:3 classique. Auparavant, le 16:9 était réservé aux utilisateurs ayant opté pour l'offre payante, dite l'offre Livestream Premium, anciennement Mogulus Pro. Toutefois, le format Cinéma reste réservé aux utilisateurs Premium. Pour diffuser, Livestream propose trois solutions : Studio qui a l'avantage de pouvoir lancer des contenus enregistrés ou des jingles identitaires, mais qui a une qualité d'image assez mauvaise, Procaster un logiciel à installer qui a l'avantage de posséder une excellente qualité d'image mais qui ne peut pas lancer de contenus enregistrés ou de jingles, et Livestream Webcaster qui est une version « allégée » de Procaster puisqu'il s'utilise directement depuis le navigateur mais propose une qualité supérieure au studio.
Pour résumer, il est clair que pour diffuser en direct, Procaster ou Webcaster sont les meilleures solutions en raison de la mauvaise qualité d'image et de l'instabilité du studio. Ce dernier se révèle toutefois utile pour la synchronisation et pour lancer des contenus enregistrés, chose qui est impossible de faire depuis Procaster ou Webcaster.

## Côté francophone
Il est clair que Livestream n'est pas très répandu dans les pays francophones, sans doute en raison de son interface intégralement en anglais, mais surtout à cause du peu d'intérêt accordé à ce format aux yeux des concernés pour le moment.

## Expérience utilisateur
Le 9 octobre 2009, Livestream lance User Feedback Experience, un projet de refonte de Livestream qui évolue au compte-goutte d'après les commentaires présents dans la section dédiée du forum Livestream. Rick Stern annonce la division en plusieurs phases de cette opération. La première phase de Livestream concerne le lecteur qui a adopté un nouveau design glossy qui tranche radicalement avec l'ancien, plus plat. Ce nouveau lecteur est en 16:9 natif pour toutes les chaînes, chaînes gratuites comprises, mais les flux de ces dernières était resté en 4:3, ce qui résultait des bandes verticales sur les côtés. Ce n'est que le 2 décembre 2009 que le 16:9 arrive vraiment pour toutes les chaînes, après une période de test de deux semaines. La première phase s'achève officiellement le 3 décembre 2009, soit un jour après l'adoption définitive du 16:9.
Lors de l'apparition de l'UX Player, un nouveau chat était annoncé. Pourtant, lorsque le chat est apparu dans Livestream Beta, il s'agissait d'une reprise de l'ancien chat avec une interface revue. Finalement, le véritable nouveau chat est apparu le 29 décembre 2009 vers 17 h heure locale de New York. Contrairement au UX Player, il n'y a pas eu de phase de test, donc ce chat n'a de « UX » (User Feedback Experience) que le nom.

## Récompenses
Livestream est le gagnant du concours du meilleur diffuseur organisé par le Stream Media Reader's Choice Awards. En matière de plate-forme de streaming, Livestream est donc élu à la première place avec 49 % des voix. Dans les résultats parmi les trois diffuseurs ayant le plus de voix[réf. nécessaire] : Livestream à 49 %, Ustream à 13 % et Justin.tv à 10 %.